# Knoxville Challenger 2000
Il Knoxville Challenger 2000 è stato un torneo di tennis facente parte della categoria ATP Challenger Series nell'ambito dell'ATP Challenger Series 2000. Il torneo si è giocato a Knoxville negli Stati Uniti dal 20 al 26 novembre 2000 su campi in cemento.

## Vincitori

### Singolare
Cristiano Caratti ha battuto in finale  Andy Roddick con il punteggio di 3–6, 7–6(1), 6–4.

### Doppio
Karsten Braasch /  Michael Kohlmann hanno battuto in finale  Jeff Coetzee /  Marcos Ondruska con il punteggio di 6–0, 7–6(4).